# Романовский кремль
Романовский кремль — историческое укрепление города Романова (ныне — левобережная часть Тутаева, бывшего Романова-Борисоглебска).

## Описание
Романовский кремль располагался на левом возвышенном берегу Волги и представлял в плане неправильную фигуру. С юго-западной стороны он был защищён крутым берегом реки, с других — земляными валами, рвами и оврагами. Согласно Дозорной книге 1620—1621 годов, его стены (воссозданные после Смутного времени) насчитывали в длину 800 м, а башен имелось восемь глухих и две проездных (называемых Волжская и Нагорная). Внутри крепости стоял Крестовоздвиженский собор, рядом с которым находилась ветхая Введенская церковь. Также внутри кремля находились судная изба, дворовое место для приёма царских посланников и житница с хлебными запасами. Вокруг них были расположены дворы служилых людей.

## История
Первый детинец Романова по разным преданиям связан либо с князем Романом Владимировичем Святым, жившем в XIII веке, либо с князем Романом Васильевичем Ярославским, жившем в XIV веке. По-видимому, он был разрушен в ходе междоусобной войны 1425—1453 годов.
Новые укрепления Романова относятся к 1468 году, когда великая княгиня Мария Ярославна купила город у потомков Романа Васильевича и приказала его укрепить («срубиша на Волзе городок Романов»). В 1608 году жители Романова присягнули на верность Лжедмитрию II и в Романовском кремле обосновался преданный ему польско-татарский гарнизон во главе с паном Головичем и Иль-Мурзой. В феврале 1609 года он был осаждён ополчением северорусских городов под началом воеводы Никиты Вышеславцева. Ополчение взяло Романов 3 марта, принудив последователей Лжедмитрия II к бегству. Посланный самозванцем к Романову отряд Самуила Тышкевича внезапным нападением разгромил лагерь ополченцев под Романовом, однако не смог взять Романовский кремль и ушёл в Кострому, где шла осада Ипатьевского монастыря. После окончания Смутного времени Романовский кремль был обновлён, но в 1622 году его деревянные стены и башни были уничтожены пожаром, после чего он больше не восстанавливался. До наших дней дошли хорошо сохранившиеся валы и рвы кремля. В северо-восточном углу Романовского городища стоит кирпичный Крестовоздвиженский собор, возведённый в 1658 году на месте более древнего деревянного.